# Trauzenbach
Der Trauzenbach ist ein Bach in den Gebieten der Gemeinde Großerlach und dann länger der Stadt Murrhardt im Rems-Murr-Kreis von Baden-Württemberg. Nach etwa 8 km langem Lauf nach Süden fast bis zuletzt im Mainhardter Wald mündet er in Murrhardt von rechts in die Murr. Sein Unterlauf im mit seinem größten Zufluss Siegelsbach gemeinsamen Untertal wird Dentelbach genannt.
Das lange Kerbtal des Trauzenbachs zieht am Oberlauf nahe am Weiler Trauzenbach von Großerlach vorbei.

## Name
Im Jahr 1300 erscheint der Name als Ortsname Trūtenbach erstmals in den schriftlichen Quellen. Das Bestimmungswort des Namens leitet sich vom Personennamen *Trūzo ab.

## Geographie

### Verlauf
Das Quellgebiet des Trauzenbachs liegt am Ostabhang der Hohen Brach, etwa 0,8 km südwestlich von Großerlach-Grab bei der Knappshöhle; die höchste Quelle entspringt auf etwa 530 m ü. NHN. Er fließt die ersten 500 m seines Laufs in seinem Kerbtal steil hinab nach Südwesten, dabei überquert ihn die K 1902 Grab–Murrhardt in einer Klingenserpentine von links. Danach wendet er sich vor dem Graber Heidenbuckel in südliche Richtung, durchfließt die vergleichsweise weite Eichelesklinge und nimmt an deren Ende von rechts einen nicht viel kürzeren Zufluss vom Katzenbuckel her auf. Vor dem Großerlacher Weiler Trauzenbach auf dem rechten Hang wendet sich die Straße von ihm ab und er tritt wieder in ein enges Waldtal ein, in dem er in kurzem Abstand nacheinander von links den Fröschlochbach, den Steinberger Bach und den Wacholderbach aufnimmt. Am nächsten Zufluss von rechts von Großerlach-Frankenweiler her führt ein Wanderweg ins Tal, der forthin den Bach nah begleitet.
Gegenüber dem nun erstmals zu Murrhardt gehörenden Hördthof auf dem Hügel oben erreicht ihn von links sein größter Nebenfluss am Oberlauf, der über zwei Kilometer lange Katzenbach, der am südlichen Hohbühl entspringt. Gleich darauf zieht er an der einzigen kleinen Ansiedlung an seinem Ober- und Mittellauf vorbei, der Hördter Mühle. Hier mündet von rechts die Mühlklinge ins Trauzenbachtal, wenig danach von links ein weiterer Klingenzufluss vom Taubenhof her. Es folgen noch etliche weitere Zuflüsse aus kurzen Klingen, ehe nach dem Altberg rechts ein etwas längerer Bach von dieser Seite mündet.
Hier trifft der unbefestigte Wanderpfad von der Hördter Mühle her auf die Schlussschlinge eines von seinem unteren Ausgang her das Tal erschließenden, beidseitigen Schotterwegs. In dessen Verlauf abwärts folgt ein Talabschnitt mit stärker auseinandertretenden, unruhigen Hängen; die Waldwege beidseits des Baches erklimmen hier bald halb den Hang. Weitere anderthalb Kilometer talabwärts tritt der Bach endgültig in die freie Flur ein und fließt in breiter Aue am Murrhardter Bad und Sportgelände vorbei.
Wenig später vereint sich sein Tal mit dem offeneren und breiteren seines linken Nebenflusses Siegelsbach und zieht dann in dessen Richtung nach Südsüdwesten gegen den Murrhardter Stadtkern. Trauzenbach und Siegelsbach selbst vereinen sich an der Talmündung noch nicht, jedoch wird ein Teil des Trauzenbachwassers über einen Mühlkanal zum Siegelsbach übergeleitet.  Der Siegelsbach fließt zuletzt auf einem Damm etwa 2 m über dem gemeinsamen Auengrund und führt das Wasser zur Murrhardter Rümelinsmühle, in der heute noch wie früher mit Mühlradantrieb gemahlen wird.
Gleich nach dieser, am Ende von etwa einem Kilometer Gleichlaufs in der gemeinsamen Aue, vereinigen sich die zwei Bäche wenige Schritte vor dem Bahndamm der Bahnstrecke Waiblingen–Schwäbisch Hall-Hessental. Diesen unterquert der vereinte Bach und mündet dann unmittelbar jenseits nach 8,0 km Fließstrecke auf etwa 286 m ü. NHN von rechts in die obere Murr.

### Einzugsgebiet
Der Trauzenbach hat ein Einzugsgebiet von 16,7 km² Größe, zu dem sein größter Zufluss Siegelsbach fast die Hälfte beiträgt. Es liegt, naturräumlich gesehen, in den Schwäbisch-Fränkischen Waldbergen, mit den nördlichen Anteilen im Unterraum Hinterer Mainhardter Wald, mit den mündungsnahen im Süden im Unterraum Murrtal. Das Gebiet reicht im Nordwesten bis an die Hohe Brach und im Nordosten bis wenig östlich der Hochfläche um Großerlach-Mannenweiler, Erhebungen, die beide in der Kette der Schwarzjura-Berge von westlich des Flinsbergs bei Oberrot bis zum Horkenberg bei Löwenstein liegen.
Im Norden grenzt an sein Einzugsgebiet das der Fichtenberger Rot, die Hauptkonkurrenten sind hier deren rechte Nebenflüsse Ochsenbächle (Mündung in Mainhardt-Hammerschmiede), Schöntaler Bach (Mündung unterhalb der ehemaligen Hankertsmühle), Mühlbach, und Maßlensbach (Mündung an der Ebersberger Sägmühle) mit ihren Zuflüssen. Im Osten, jenseits des Bergrückens von Wolfenbrück im Norden bis nach Murrhardt-Karnsberg im Süden hinunter, konkurriert erst der Fornsbach, dann auf längerer Strecke dessen Zufluss Beilsbach, die dort noch in ähnlicher Orientierung wie der Trauzenbach weiter aufwärts in Richtung Murr ziehen. Im Süden endet das Einzugsgebiet an der oberen Hangkante des Murrtales. Im Westen ist der im Abstand von ein bis zwei Kilometern parallel zum Trauzenbach zur abwärtigen Murr fließende Harbach mit seinen kurzen linken Zuflüssen der einzige Konkurrent.
Vom Einzugsgebiet gehören etwa 2,4 km² im Norden um den Weiler Trauzenbach zu Großerlach, dazu noch einige winzige Zwickel im Norden. Ein etwa 1,4 km² großes Gebiet im Nordosten links des oberen Siegelsbachs um Wolfenbrück gehört zur Gemeinde Oberrot und damit auch zum Landkreis Schwäbisch Hall. Der übrige und also überwiegende Teil des Einzugsgebietes liegt auf dem Gebiet der Stadt Murrhardt.

### Zuflüsse
Liste der Zuflüsse und  Seen von der Quelle zur Mündung. Gewässerlänge, Seefläche, Einzugsgebiet und Höhe nach den entsprechenden Layern auf der Onlinekarte der LUBW. Andere Quellen für die Angaben sind vermerkt.
Auswahl.
Quelle des Trauzenbachs am Ostabhang der Hohen Brach auf etwa 530 m ü. NHN an der Knappshöhle herum etwa 0,8 km südwestlich von Großerlach-Grab.
- Katzenbuckelgraben, von rechts, 0,8 km.
- Fröschlochbach, von links auf 441,7 m ü. NHN[LUBW 6] gegenüber Großerlach-Trauzenbach, 0,8 km. Entsteht am Südhang des Graber Heidenbuckels.
  -  Durchfließt einen Teich von unter 0,1 ha Fläche.
- Steinberger Bach, von links etwa 0,4 km westnordwestlich von Murrhardt-Wacholderhof, ca. 0,4 km.[LUBW 7]
- Wacholderbach, von links etwa 0,3 km südwestlich des Wacholderhofs, unter 0,3 km.[LUBW 7]
- Härtfeldgraben, von rechts wenig unter 400 m ü. NHN etwa 0,3 km nordöstlich von Murrhardt-Hördthof, 0,4 km.
- Katzenbach, von links etwa 0,1 km oberhalb der Hördter Mühle (zu Murrhardt), 2,1 km.
  - Haubach, von links am Winterhaus von Murrhardt, 0,9 km.
- (Bach aus der Mühlklinge), von rechts an der Hördter Mühle, 0,5 km.[LUBW 7]
- (Bach vom Taubenhof her), von links nach der Hördter Mühle, 0,6 km.[LUBW 7]
  - Ist Abfluss eines Teiches von unter 0,1 ha Fläche auf der linken Höhe.
- (Klingenbach vom südlichen Murrhardt-Steinberg her), von links gegenüber dem Altberg, 0,5 km.
- Gerngraben oder Gehrngraben,  von rechts auf etwa 355 m ü. NHN unter dem Sporn des Altbergs, 0,7 km.
- (Bach vom Rand des Murrhardter Kieselhofes), von rechts, 0,9 km.[LUBW 7]
- Rollengraben, von rechts zwischen Waldaustritt und Murrhardter Sportgelände, 0,6 km.
- Eugensgraben, von rechts am Sportgelände, 0,6 km.

Die Täler von Trauzenbach und Siegelsbach vereinen sich am Fuß der Talsteige der K 1901 Steinberg–Murrhardt, die Bäche kommen sich dabei bis auf 20 m nahe, ohne sich jedoch zunächst zu vereinen. Ein Teil des Trauzenbachwassers wird dort über einen kurzen Mühlkanal nach links zum Siegelsbach übergeleitet.
- Siegelsbach, von links an der Murrhardter Rümelinsmühle wenige Schritte vor der Unterführung der K 1901 durch den Bahndamm des Murrhardter Bahnhofs, 5,8 km und 7,6 km².

Mündung des Trauzenbachs nach 7,6 km Lauf beim Murrhardter Bahnhof auf 286 m ü. NHN von rechts in die obere Murr. Der Trauzenbach ist 8,0 km lang und hat ein 16,7 km² großes Einzugsgebiet.

## Geologie
Das Quellgebiet des Trauzenbachs liegt im Knollenmergel, zum Einzugsgebiet gehört noch ein Sektor der Liashochfläche der Hohen Brach. In geologisch analoger Lage am Hang der Liashochfläche um Großerlach-Mannenweiler entspringt sein größter Zufluss Siegelsbach. Der Trauzenbach erreicht sehr schnell den Stubensandstein. Östlich des gleichnamigen Weilers läuft er dann in den Oberen Bunten Mergeln und ganz kurz auch im Kieselsandstein, ehe er nordöstlich des Hördthofs die nördliche Muldengrenze der Neckar-Jagst-Furche erreicht und er durch die lokale tektonische Tieflage des Schichtenpakets wiederum ein kleines Stück im Stubensandstein läuft. Auf dem rechten begleitenden Bergrücken hat sich im Gewann Hart aus demselben Grund eine Liasfläche erhalten auf untypisch niedriger Höhe von nicht mehr als 510,4 m ü. NHN, links über dem Tal ebenfalls eine deutlich kleinere beim Murrhardter Junghof im Gewann Gemeinde um den dortigen Wasserturm herum auf bis höchstens 513 m ü. NHN. Ab dem Zulauf des Katzenbachs liegt der Talgrund wieder in den Oberen Bunten Mergeln und schon bald im Kieselsandstein. Danach verlässt der Bach die Zone der tektonischen Mulde, auf einiger Strecke danach sind großflächig Hangschollen zu Tale gerutscht. Mit dem Ende dieses Bereichs tritt der Bach unmittelbar in den Gipskeuper ein, in dem er bis zur Mündung bleibt.

## Landschaftsbild
Das Trauzenbachtal ist in seinem obersten Lauf vor dem Eindrehen auf seine Hauptrichtung nach Süden eine steile Waldklinge, bis vor dem Weiler Trauzenbach rechtsseitig ein flaches Wiesental, dann wird es zum engen und steilen Waldtal, in das sich erst an der Hördter Mühle wieder ein schmaler Wiesenhang bis auf den Grund hinabzieht. Es hat in diesem Abschnitt bis zum Altberg etliche oft unbenannte Zuflüsse von den beidseitig begleitenden, keine zwei Kilometer breiten Bergrücken, von denen einige eigene enge Klingen gegraben haben. Später weitet sich das Tal ein wenig und die Zuflüsse sind meist bloße Hangbäche ohne ausgeprägtes Tal.
Das obere und mittlere Tal ist, von der nah von Bäumen umstandenen, kleinen Hördter Mühle abgesehen, völlig unbesiedelt, seine Hänge sind, sofern überhaupt offen, Wiesen, Streuobstwiesen oder Weiden. Teile der flachen, gerodeten Hochlagen auf den begleitenden Bergrücken rechts und links dagegen stehen unterm Pflug. Die Siedlungen dort oben sind Weiler und Gehöfte, die längs erschließender Höhenstraßen aufgereiht sind.
Weniger als einen halben Kilometer nach dem Waldaustritt bei Murrhardt erreicht der Bach die Siedlungsgrenze der Stadt. In der Aue des mit dem Siegelsbach geteilten Tals liegt zwischen den beiden Bächen unbesiedeltes Grünland. Der Talgrund im zufließenden Siegelsbachtal oberhalb ist breiter als beim Trauzenbach, die Hänge lichter. Der dort liegende Weiler Siegelsberg ist denn auch die größte Ansiedlung im Einzugsbereich außerhalb des geschlossenen Stadtgebietes von Murrhardt. Von der Stadt Murrhardt grenzt der nördliche Siedlungsplatz Hohenstein ans rechte Ufer des unteren Trauzenbachs, ein weiterer liegt gegenüber auf dem Hang links des Siegelsbachs.

### LUBW
Amtliche Online-Gewässerkarte mit passendem Ausschnitt und den hier benutzten Layern: Lauf und Einzugsgebiet des Trauzenbachs

Allgemeiner Einstieg ohne Voreinstellungen und Layer: Daten- und Kartendienst der Landesanstalt für Umwelt Baden-Württemberg (LUBW) (Hinweise)
1. 1 2 3  Höhe nach dem Höhenlinienbild auf dem Hintergrundlayer Topographische Karte.
2. 1 2 3  Länge nach dem Layer Gewässernetz (AWGN).
3. 1 2  Einzugsgebiet aufsummiert aus den Teileinzugsgebieten nach dem Layer Basiseinzugsgebiet (AWGN).
4. ↑  Seefläche nach dem Layer Stehende Gewässer.
5. ↑  Einzugsgebiet nach dem Layer Basiseinzugsgebiet (AWGN).
6. 1 2  Höhe nach grauer Beschriftung auf dem Hintergrundlayer Topographische Karte.
7. 1 2 3 4 5  Länge abgemessen auf dem Hintergrundlayer Topographische Karte.

### Andere Belege
1. ↑  Albrecht Greule: Deutsches Gewässernamenbuch. Walter de Gruyter, Berlin / Boston 2014, ISBN 978-3-11-057891-1, S. 542, „Trauzenbach“ (Auszug in der Google-Buchsuche).
2. ↑  Wolf-Dieter Sick: Geographische Landesaufnahme: Die naturräumlichen Einheiten auf Blatt 162 Rothenburg o. d. Tauber. Bundesanstalt für Landeskunde, Bad Godesberg 1962. → Online-Karte (PDF; 4,7 MB)
3. ↑  Hansjörg Dongus: Geographische Landesaufnahme: Die naturräumlichen Einheiten auf Blatt 171 Göppingen. Bundesanstalt für Landeskunde, Bad Godesberg 1961. → Online-Karte (PDF; 4,3 MB)
4. ↑  Geologie nach den Layern zu Geologische Karte 1:50.000 auf: Mapserver des Landesamtes für Geologie, Rohstoffe und Bergbau (LGRB) (Hinweise). Ein ähnliches Bild bietet die Geologische Karte des Naturparks Schwäbisch-Fränkischer Wald 1:50.000, herausgegeben vom Landesamt für Geologie, Rohstoffe und Bergbau Baden-Württemberg, Freiburg i. Br. 2001.